# Ghinardże (Takab)
Ghinardże – wieś w Iranie, w ostanie Azerbejdżan Zachodni, w szahrestanie Takab. W 2006 roku liczyła 907 mieszkańców.